# 劳尔·阿尔韦托·拉斯蒂里
劳尔·阿尔韦托·拉斯蒂里（西班牙語：Raúl Alberto Lastiri，1915年9月11日—1978年12月11日），是一名阿根廷政治人物。在稱為庇隆時代的第三階段，他曾於1973年7月13日至10月12日間，在埃克托尔·何塞·坎波拉辭去阿根廷總統職位以及Vicente Solano Lima辭去副總統職位之後，暫時履行阿根廷總統的行政權利。他當時屬於由正義黨領導的多黨組成的聯盟-解放正義陣線（Frente Justicialista de Liberación）的成員。
他是正義黨的保守派，但仍被解放正義陣線推選參與眾議院議員選舉。他的短暂任期标志着庇隆主義者控制的阿根廷政府转向右翼。
1976年政變期間，他被獨裁軍政府逮捕，並於兩年後死於獄中。
1. ↑  . Periódico Pausa. 2015-11  [2020-06-01]. （原始内容存档于2021-05-16）.